# Соболівка (Слов'янськ)
Соболівка — місцевість на півночі Слов'янська. Розташована біля масиву Цілинний та Соболівського лісу. 

## Історія
Село винокло у ХVIII столітті під назвою Макатиха, як і однойменна річка, що протікає поруч. Сучасне ж село Глибока Макатиха називалося Макатихань.
На картах Шуберта 1862 року поселення називалося вже Соболівкою.
У радянські часи село приєднано до міста Слов'янськ. Старі хати було знесено, а на їхньому місці утворено нові вулиці та надано земельні ділянки.
Виникли такі вулиці: Роккосовського, Вітебська, Керченська, Лісова, Лесі Українки та провулки: Вітебський, Керченський.
Від 24 грудня 2016 року належить мікрорайону Північний міста Слов'янськ.

## Інфраструктура
У селі діє магазин, є зупинка автобуса № 19 Залізничний вокзал — Соболівка.
У Соболівці розміщене братське поховання радянських воїнів, пам'ятник споруджений у 1962 році.